# Raja Casablanca
A Raja Club Athletic (arabul: نادي الرجاء الرياضي) casablancai sportcsapat több különböző szakosztállyal. A Raja 1949-ben alakult meg a francia szabályok elleni politikai harc következményeként. A csapatot Marokkón kívül leginkább futballcsapatáról ismerik.
Marokkóban a Raja-t továbbra is a nép csapataként tartják számon. Mára Marokkó legerősebb csapatává váltak.[forrás?]
A tizenegyszeres marokkói bajnok Raja Casablanca 2000-ben a CAF afrikai ranglistáján a 3. helyen szerepelt két egyiptomi klub (el-Ahlí, és a Zamalek) mögött.
A Raja Casablanca az egyetlen olyan marokkói és első olyan afrikai és arab csapat, amely szerepelt a FIFA-klubvilágbajnokságon,[forrás?] 2000-ben.
A Raja-nak van a legnagyobb szurkolótábora Marokkóban.[forrás?]

## Díjak, elismerések

### Hazai bajnokságok
- Marokkói labdarúgó-bajnokság (első osztály)

Bajnok (12): 1988, 1996, 1997, 1998, 1999, 2000, 2001, 2004, 2009, 2011, 2013, 2020
2. helyezett (8): 1960, 1966, 1986, 1991, 1993, 2003, 2005, 2010, 2014
- Marokkói Kupa

Bajnok (8): 1974, 1977, 1982, 1996, 2002, 2005, 2012, 2017
2. helyezett (5): 1965, 1968, 1983, 1992, 2013

### Afrikai bajnokságok
- CAF-bajnokok ligája

Bajnok (3): 1989, 1997, 1999
2. helyezett: 2002
- CAF Kupa

Bajnok: 2003, 2018
- CAF Szuper Kupa

Bajnok: 2000
2. helyezett: 1998
- Afro-Ázsiai Klub Bajnokság

Bajnok: 1998

### Arab bajnokságok
- Arab Bajnokok Ligája

Bajnok: 2006
2. helyezett: 1996
- Arab Nyári Kupa

Bajnok: 2007
- Abha Kupa

Bajnok: 2004
2. helyezett: 2001
- Antifi Kupa

Bajnok: 2009
2. helyezett: 2010

### Nemzetközi bajnokságok
- FIFA-klubvilágbajnokság

Csoportkör: 2000
2. helyezett: 2013

## Fordítás
- Ez a szócikk részben vagy egészben  a   Raja Casablanca című angol Wikipédia-szócikk ezen változatának fordításán alapul.  Az eredeti cikk szerkesztőit annak laptörténete sorolja fel. Ez a jelzés csupán a megfogalmazás eredetét és a szerzői jogokat jelzi, nem szolgál a cikkben szereplő információk forrásmegjelöléseként.